# Alberta Railway Museum
Das Alberta Railway Museum ist ein Eisenbahnmuseum im kanadischen Edmonton in der Provinz Alberta. Das Museum gilt das drittgrößte Eisenbahnmuseum in Kanada. Sein Schwerpunkt liegt auf Lokomotiven und Waggons der Canadian National Railways, der Canadian Northern Railway und der Northern Alberta Railways.
Eigentümer und Betreiber des Museums ist die Alberta Pioneer Railway Association. Diese 1968 entstandene gemeinnützige Organisation eröffnete das Museum 1977 auf einem ehemaligen Betriebsgelände der Canadian Northern Railway. Der Museumsbetrieb in der Sommersaison wird durch Freiwillige und einige bezahlte Aushilfskäfte abgesichert. Neben verschiedenem technischem Equipment umfasst der Bestand etwa 75 Lokomotiven und Waggons. Zum fahrbereiten Bestand gehört unter anderem eine Ten-Wheeler-Dampflok von 1913 und eine diesel-elektrische EMD F3A von 1948. Weiterhin gehören verschiedene historische Eisenbahnbauten zum Bestand, darunter die St. Albert Station, ein Stationsgebäude von 1909.
An den wichtigeren der kanadischen Feiertagen bietet das Museum Passagierfahrten mit historischen Eisenbahnzügen an.